# Marnewaard
Le Marnewaard est la partie orientale du Lauwersmeer asséché fin 1969.
Plusieurs rivières se jettent dans le lac, la principale est la Dokkumer Grootdiep. La région est drainée par la station de pompage Nouvelle Robbengat, qui sert aussi au Westpolder bemaalt. Le Westpolder est la partie du « vieux pays » avant 1969, quand elle se jetait directement dans le Lauwerszee. La zone se composait de plusieurs bancs de sable. Une partie du polder, des vasières anciennes, a été laissée en eau, une petite partie de marais est laissée à l'état sauvage.
La partie orientale, un ancien marais salant, est utilisée pour l'agriculture.
La zone est largement utilisée comme un terrain d'entraînement pour la défense et par des mouvements de scouts. Elle compte aussi un village militaire, Marnehuizen.
Le sentier européen du littoral E9 relie le Portugal à la Baltique, en traversant le Marnewaard.